# Marschkredit
Ein Marschkredit (englisch movement credit) ist eine für anmeldepflichtige Märsche und Transporte erteilte Genehmigung der militärischen Verkehrsführung, bestimmte Straßen zu bestimmten Zeiten unter besonderen Auflagen zu benutzen.
Die Genehmigung für militärische Fahrzeugmärsche wurde in Deutschland bis zu deren Auflösung 2013 von der militärischen Verkehrs- und Transportführungsorganisation auf Wehrbereichskommandoebene erteilt, inzwischen übernimmt das Logistikzentrum der Bundeswehr diese Aufgabe. Der Marschkredit bildet eine verbindliche Grundlage für die Erstellung eines Marschbefehls, der unter Berücksichtigung von Vorschriften beispielsweise zu Gefahrguttransporten, Verkehrssicherheit von Kraft- und Luftfahrzeugen, Lärmschutz etc. sowie von aktuellen Bedingungen wie Tragfähigkeit von Brücken, Fahrverboten, Straßensperrungen etc. vergeben wird.
Jedes Fahrzeug einer Marschkolonne wird für die Dauer des Marsches beidseits mit der Marschkreditnummer gekennzeichnet. Die Überwachung der Auflagen erfolgt beispielsweise für Schwertransporte in Absprache mit Feldjägern und den Marschführern. Eine zusätzliche Begleitung durch die Polizei ist nur in Sonderfällen vorgesehen.

## Beispiel einer Marschkreditnummer
05DEUB001098
- 05 = Tag des Monats, an dem der Marsch beginnt
- DEU = 3-stelliger NATO-Ländercode, wird im Rahmen von internationalen Übungen auch in der 2-stelligen Version angegeben (für Deutschland dann GE)
- B = Wehrbereich, in dessen Gebiet der Ablaufpunkt des Marsches liegt
- 001 = lfd. Bearbeitungsnummer des Marsches am 05. mit Ablaufpunkt im Wehrbereich
- 09 = Monat
- 8 = Endziffer der Jahreszahl